# جویزلیک (یوسف‌علی)
جویزلیک (به ترکی استانبولی: Cevizlik) یک منطقهٔ مسکونی در ترکیه است که در یوسف‌علی واقع شده‌است. جویزلیک ۲۵۲ نفر جمعیت دارد.